# Arthur Gailly
Arthur Gailly (Wanfercée-Baulet, 20 maart 1892 - Charleroi, 25 juni 1974) was een Belgisch volksvertegenwoordiger en burgemeester.

## Levensloop
Gesproten uit een kinderrijk arbeidersgezin, verliet hij vroeg de school om metaalbewerker te worden. Hij werd spoedig syndicaal actief. Na enkele jaren werd hij voltijds vakbondssecretaris.
In 1921 zette hij zijn eerste stappen in de politiek, door verkozen te worden tot gemeenteraadslid van Mont-sur-Marchienne. Hij was er schepen van 1921 tot 1925 en nogmaals gedurende enkele weken in 1933. Hij werd burgemeester in 1925-1926 en 1933-1934.
Binnen de socialistische partij groeide zijn bekendheid. In Le Peuple publiceerde hij in 1935 een serie artikels onder de titel Au pays qui ne veut pas mourir, waarin hij de vaststelling maakte dat de economische dynamiek aan het verhuizen was naar het Noorden van het land. Om hieraan te verhelpen volgde hij de ideeën niet van de wallinganten die een toenadering tot Frankrijk wensten, maar pleitte hij voor solidariteit met Vlaanderen en voor de uitvoering van het 'Plan De Man'.
In 1936 werd hij voor het eerst verkozen tot socialistisch volksvertegenwoordiger voor het arrondissement Charleroi, een mandaat dat hij vervulde tot in 1961. Hij werd ook lid van de gemeenschappelijke vergadering van de EGKS (1954-1958) en werd lid van het Europees Parlement (1958-1961).
In 1936-1939 zat hij een anti-Rex-comité voor in Charleroi en aarzelde niet om op massameetings de contradictie te gaan voeren tegen Léon Degrelle.
In 1940 vluchtte hij naar Londen en was er een van de parlementsleden die probeerden een schijn van parlementaire democratie hoog te houden. Hij kwam hierbij in frontale botsing met de regering-Pierlot. Na de Bevrijding keerde hij met een groter gezag dan ooit naar Charleroi terug.
Hij groeide uit tot de onbetwiste meester van alle politieke, syndicale, coöperatieve en sociale activiteiten binnen het socialisme in het arrondissement Charleroi. Alles werd door hem gestuurd en beslist. Met zijn gaven en zijn gebreken, en vooral ook met zijn talenten als redenaar (zowel in het Frans als in het Waals) en als organisator, groeide hij uit tot een mythische figuur in zijn streek. Hij was actief bij alle syndicale acties, vanaf de jaren twintig tot de jaren zestig. Alleen vanaf de grote staking van 1960-61 verminderde zijn greep op de feiten en op de mensen.
Na de Tweede Wereldoorlog gaf Gailly geen gevolg aan diegenen die cumul van mandaten wilden ongedaan maken. Hij stond aan het hoofd van de vakbond als secretaris-generaal en later als voorzitter van het ABVV voor Charleroi (1945-1961) en als secretaris van de Federatie van de metaalbewerkers (1939-1965). Hij was evenzeer de baas van de politieke partij en van wat de 'gemeenschappelijke actie' werd genoemd.
Tijdens de koningskwestie liet hij de vrije loop aan zijn antiklerikale en anti-Leopoldistische gevoelens. Hij ging hierin zo ver dat hij, als dit onvermijdelijk moest blijken, een confederatie of zelfs een onafhankelijk Wallonië vooropstelde.

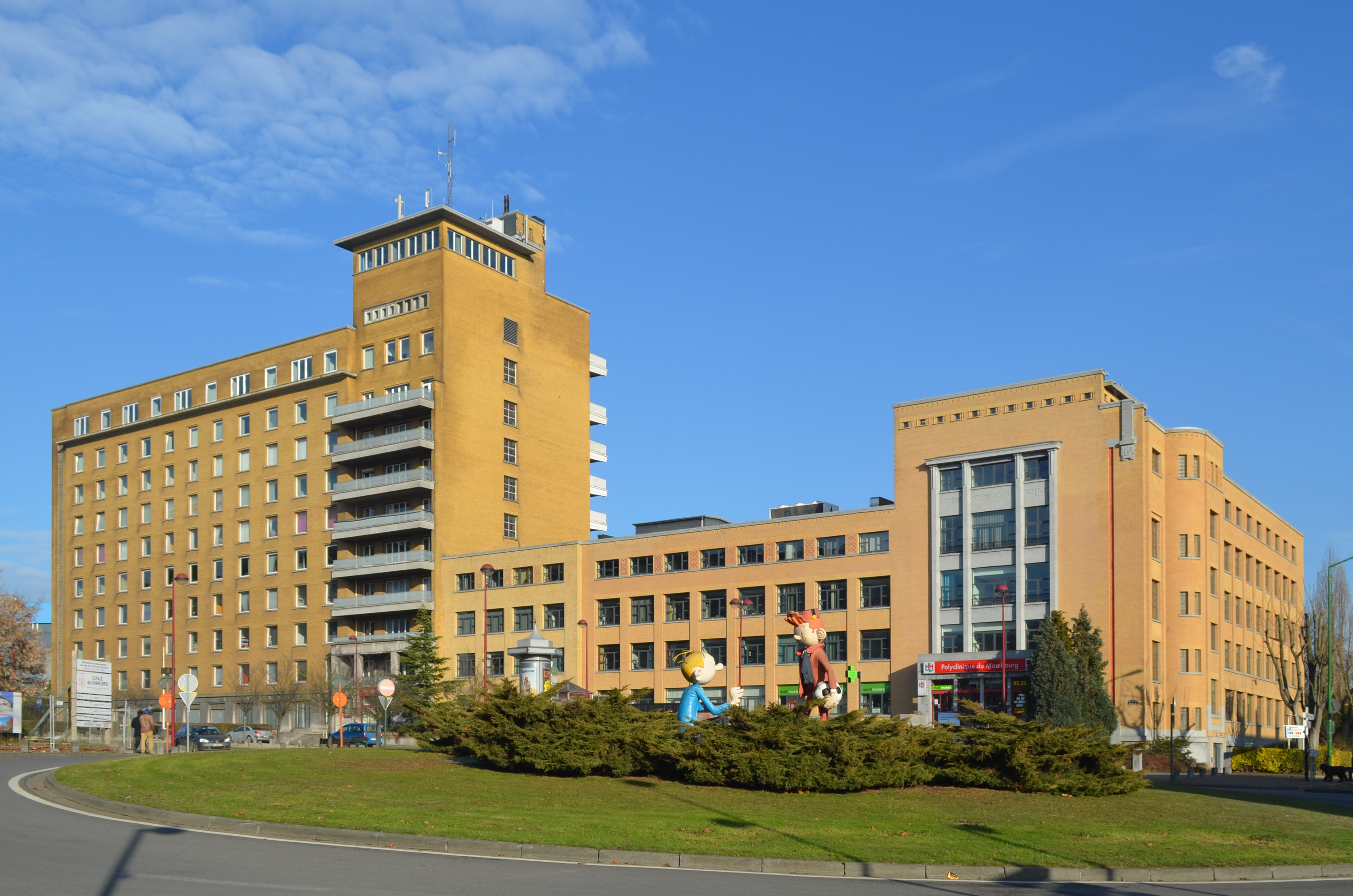
Het Institut Arthur Gailly in Charleroi kreeg zijn naam.

Toen de stakingen van 1960-61 de kaarten grondig door elkaar schudden, behoorde hij niet tot de voorstanders van hetgeen André Renard nastreefde. Hij verbood hem trouwens in Charleroi te komen meeting houden, zeggende dat men daar zelf best wist wat men moest doen. De federalistische tendensen waren hem grotendeels vreemd. Hij bleef voorstander van een unitair België en van een unitaire socialistische partij en gemeenschappelijke actie.
Wat de grote stakingen van 1960 betreft leverde hij inspanningen om die zoveel als mogelijk tegen te werken en de arbeiders aan te manen tot kalmte en voorzichtigheid. Hij verklaarde in 1965 dat het de ongelukkigste en minst productieve van alle stakingen was geweest. Hij had stormachtige relaties met André Renard en veroordeelde de door hem opgerichte Mouvement Populaire Wallon, die hij beschreef als een bijproduct van het inspelen op vlottende en wijzigende massa's.
Toen de kalmte was hersteld stapte hij af van de uitspraken die hij had gedaan en zag weer volle heil in een unitair België. Hij nam deel aan de werkzaamheden van het Centrum Harmel. Wel stemde het provinciaal bestuur voor Henegouwen van het ABVV, onder zijn voorzitterschap, een motie ten gunste van een systeem van confederalisme, binnen België.
Zijn laatste levensjaren besteedde hij hoofdzakelijk aan het leiden en ontwikkelen van het medisch en chirurgisch instituut dat zijn naam droeg.
Hij wordt herdacht met een Rue Arthur Gailly in Wanfercée-Baulet, in Châtelineau, in Fleurus

## Publicaties
- Après l'acquittement général au procès du Cazier. Justice de classe!, in: L'Action, 3 oktober 1959.